# Edou
Edou es una ciudad situada al norte de la República del Congo. En el departamento de Cuvette. Se encuentra a 67 kilómetros del aeropuerto de Owando.
Es la localidad natal del presidente de ese país, Denis Sassou-Nguesso.